# Nate Washington
(en) Statistiques sur pro-football-reference
Nate Washington, né le 28 août 1983 à Toledo dans l'Ohio, est un joueur américain de football américain évoluant au poste de wide receiver.
Non sélectionné lors de la draft 2005 de la NFL, il est recruté et conservé par les Steelers de Pittsburgh. Il passe ses quatre premiers saisons professionnelles chez les Steelers et y remporte deux Super Bowls. Par la suite, il est engagé par les Titans du Tennessee où il reste pendant six saisons. Il passe sa dernière saison chez les Texans de Houston en 2015.

## Biographie

### Carrière universitaire
Nate Washington joue pour l'Université de Tiffin de 2008 à 2011.

### Carrière professionnelle
Non sélectionné lors de la draft 2005 de la NFL, Nate Washington signe pour les Steelers de Pittsburgh et devient le premier joueur de football américain de l'université de Tiffin à devenir professionnel. Remplaçant à ses débuts, il est titulaire lors de deux rencontres lors de la saison 2006 en remplacement de Hines Ward. Libre de tout contrat après la saison 2007, il signe un nouveau contrat d'une saison avec les Steelers. Il remporte son deuxième Super Bowl cette saison-là, et réceptionne un passe de 11 yards lors du Super Bowl XLIII.
De nouveau libre, Nate Washington signe un contrat de six années pour un montant de 27 millions de dollars avec les Titans du Tennessee. Receveur numéro un de la franchise, il finit la saison avec 1 023 yards réceptionnés et sept touchdowns marqués. Tout au long de son contrat avec les Titans, il continue d'être performant, un fait rare pour ces contrats à longue durée.
En 2015, il signe un contrat d'une saison avec les Texans de Houston. L'année suivante, il signe avec les Patriots de la Nouvelle-Angleterre mais est libéré le 24 août 2016 avant le début de la saison régulière.